# Ескадрені міноносці типу «Глівз»
Ескадрені міноносці типу «Глівз» (англ. Gleaves-class destroyer) — клас військових кораблів з 66 ескадрених міноносців, що випускалися американськими суднобудівельними компаніями з 1938 по 1943 роки. Ескадрені міноносці цього типу входили до складу американських військово-морських сил і активно використовувалися протягом Другої світової війни. У післявоєнний час кораблі цього типу надійшли на озброєння ВМС Греції, Італії, Китайської Республіки, Туреччини та Японії.
Проєкт ескадрених міноносців типу «Глівз» був розроблений архітектурною компанією Gibbs & Cox на основі попереднього типу «Бенсон», тому іноді вважаються підтипом цього типу ескадрених міноносців. Кораблі не сильно відрізнялися між собою, основною відмінністю стала енергетична установка, яка була на «Глівз» на 10 тонн важче, а помітна зовнішня відмінність — форма димарів.
Спочатку головний корабель цієї серії «Глівз» та наступний «Найблек», хоча й були розроблені Gibbs & Cox і побудовані фірмою Bath Iron Works, повинні були успадкувати дизайн «Бенсона». Це тимчасово зробило «Лівермор», третій у серії, лідіруючим кораблем з більш складною технікою, тому тип спочатку називали типом «Лівермор», і ця назва зберігалася й під час Другої світової війни. Оскільки «Глівз» був завершений до «Лівермора» і мав вже свій корабельний номер тип назвали типом «Глівз». Вісімнадцять з них були введені в експлуатацію в 1940–41 роках. Решта 48 «повторних Глівзів» були профінансовані в 1940–42 роках.
Під час Другої світової війни «Бенсон» зазвичай поєднували з «Лівермором» (правильніше «Глівз») як класом «Бенсона-Лівермора»; це зберігалося в авторитетних джерелах щонайменше до 1960-х років. Потім усталилася назва есмінці типу «Бенсон»-«Глівз».

## Список ескадрених міноносців типу «Глівз»
| N з/п | Назва корабля | No.    | Верф                                                         | Закладений        | Спущений на воду  | Введений до строю | Виведений зі складу ВМС | Статус |
| ----- | ------------- | ------ | ------------------------------------------------------------ | ----------------- | ----------------- | ----------------- | ----------------------- | --- |
| 1     | «Глівз»       | DD-423 | Bath Iron Works, Бат (Мен)                                   | 16 травня 1938    | 9 грудня 1939     | 14 червня 1940    | 8 травня 1946           | 29 червня 1972 року проданий на брухт                                                                                    |
| 2     | «Найблек»     | DD-424 | Bath Iron Works, Бат (Мен)                                   | 8 серпня 1938     | 18 травня 1940    | 1 серпня 1940     | червень 1946            | 16 серпня 1973 року проданий на брухт                                                                                    |
| 3     | «Лівермор»    | DD-429 | Bath Iron Works, Бат (Мен)                                   | 6 березня 1939    | 3 серпня 1940     | 7 жовтня 1940     | 24 січня 1947           | 3 березня 1961 року проданий на брухт                                                                                    |
| 4     | «Еберле»      | DD-430 | Bath Iron Works, Бат (Мен)                                   | 12 квітня 1939    | 14 вересня 1940   | 4 грудня 1940     | 3 червня 1946           | 22 січня 1951 року проданий Греції як Niki                                                                               |
| 5     | «Планкетт»    | DD-431 | Federal Shipbuilding and Drydock Company, Карні (Нью-Джерсі) | 1 березня 1939    | 7 березня 1940    | 17 липня 1940     | 3 травня 1946           | 16 лютого 1959 року переданий Тайваню як Nan Yang                                                                        |
| 6     | «Карні»       | DD-432 | Federal Shipbuilding and Drydock Company, Карні (Нью-Джерсі) | 1 березня 1939    | 9 березня 1940    | 13 вересня 1940   | 7 березня 1946          | 6 жовтня 1972 року проданий на брухт                                                                                     |
| 7     | «Гвін»        | DD-433 | Boston Navy Yard                                             | 1 червня 1939     | 25 травня 1940    | 15 січня 1941     | Н/Д                     | 13 липня 1943 року загинув у битві при Коломбангара                                                                      |
| 8     | «Мередіт»     | DD-434 | Boston Navy Yard                                             | 1 червня 1939     | 24 квітня 1940    | 1 березня 1941    | Н/Д                     | 15 жовтня 1942 року затонув унаслідок повітряної атаки японської авіації біля острову Сан-Крістобаль, Соломонові острови |
| 9     | «Грейсон»     | DD-435 | Charleston Navy Yard                                         | 17 липня 1939     | 7 серпня 1940     | 14 лютого 1941    | 4 лютого 1947           | 12 червня 1974 року проданий на брухт                                                                                    |
| 10    | «Монссен»     | DD-436 | Puget Sound Navy Yard                                        | 12 липня 1939     | 16 травня 1940    | 14 березня 1941   | Н/Д                     | 13 листопада 1942 року затонув у першому морському бою за Гуадалканал                                                    |
| 11    | «Вулсі»       | DD-437 | Bath Iron Works, Бат (Мен)                                   | 9 жовтня 1939     | 12 лютого 1941    | 7 травня 1941     | 6 лютого 1947           | 29 травня 1974 року проданий на брухт                                                                                    |
| 12    | «Лудлоу»      | DD-438 | Bath Iron Works, Бат (Мен)                                   | 18 грудня 1939    | 11 листопада 1940 | 5 березня 1941    | 20 травня 1946          | 22 січня 1951 року переданий Греції як Doxa                                                                              |
| 13    | «Едісон»      | DD-439 | Federal Shipbuilding and Drydock Company, Карні (Нью-Джерсі) | 18 березня 1940   | 23 листопада 1940 | 31 січня 1941     | 18 травня 1946          | 29 грудня 1966 року проданий на брухт                                                                                    |
| 14    | «Ерікссон»    | DD-440 | Federal Shipbuilding and Drydock Company, Карні (Нью-Джерсі) | 18 березня 1940   | 23 листопада 1940 | 13 березня 1941   | 15 березня 1946         | 17 листопада 1970 року потоплений як ціль                                                                                |
| 15    | «Вілкс»       | DD-441 | Boston Navy Yard                                             | 1 листопада 1939  | 31 травня 1940    | 22 квітня 1941    | 4 березня 1946          | 29 червня 1972 року проданий на брухт                                                                                    |
| 16    | «Ніколсон»    | DD-442 | Boston Navy Yard                                             | 1 листопада 1939  | 31 травня 1940    | 3 червня 1941     | 26 лютого 1946          | 15 січня 1951 року переданий Італії як Aviere                                                                            |
| 17    | «Свонсон»     | DD-443 | Charleston Navy Yard                                         | 15 листопада 1939 | 2 листопада 1940  | 29 травня 1941    | 10 грудня 1945          | 29 червня 1972 року проданий на брухт                                                                                    |
| 18    | «Інгрем»      | DD-444 | Charleston Navy Yard                                         | 15 листопада 1939 | 15 лютого 1941    | 19 липня 1941     | Н/Д                     | 22 серпня 1942 року затонув у наслідок зіткнення з танкером-заправником «Чеманг» поблизу Нової Шотландії                 |
| 19    | «Бристоль»    | DD-453 | Federal Shipbuilding and Drydock Company, Карні (Нью-Джерсі) | 20 грудня 1940    | 25 липня 1941     | 22 жовтня 1941    | Н/Д                     | 13 жовтня 1943 року затоплений біля алжирського берега торпедною атакою U-371                                            |
| 20    | «Еллісон»     | DD-454 | Federal Shipbuilding and Drydock Company, Карні (Нью-Джерсі) | 20 грудня 1940    | 26 липня 1941     | 28 листопада 1941 | 19 жовтня 1954          | 19 жовтня 1954 року переданий Японії як Asakaze                                                                          |
| 21    | «Гамблтон»    | DD-455 | Federal Shipbuilding and Drydock Company, Карні (Нью-Джерсі) | 16 грудня 1940    | 26 вересня 1941   | 22 грудня 1941    | 15 січня 1955           | 22 листопада 1972 року проданий на брухт                                                                                 |
| 22    | «Родмен»      | DD-456 | Federal Shipbuilding and Drydock Company, Карні (Нью-Джерсі) | 16 грудня 1940    | 26 вересня 1941   | 29 квітня 1942    | 28 липня 1955           | 28 липня 1955 року переданий Тайваню як Hsien Yang                                                                       |
| 23    | «Еммонс»      | DD-457 | Bath Iron Works, Бат (Мен)                                   | 14 листопада 1940 | 23 серпня 1941    | 5 грудня 1941     | Н/Д                     | 6 квітня 1945 року потоплений атакою камікадзе біля острову Окінава                                                      |
| 24    | «Макомб»      | DD-458 | Bath Iron Works, Бат (Мен)                                   | 3 вересня 1940    | 23 вересня 1941   | 26 січня 1942     | 19 жовтня 1954          | 19 жовтня 1954 року переданий Японії як Hatakaze, 6 серпня 1970 року переданий Тайваню як Hsien Yang                     |
| 25    | «Форрест»     | DD-461 | Boston Navy Yard                                             | 6 січня 1941      | 14 червня 1941    | 13 січня 1942     | 30 листопада 1945       | 20 листопада 1946 року проданий на брухт                                                                                 |
| 26    | «Фітч»        | DD-462 | Boston Navy Yard                                             | 6 січня 1941      | 14 червня 1941    | 3 лютого 1942     | 24 лютого 1956          | 15 листопада 1973 року потоплений як корабель-ціль біля північно-східної Флориди                                         |
| 27    | «Коррі»       | DD-463 | Charleston Navy Yard                                         | 4 вересня 1940    | 28 липня 1941     | 18 грудня 1941    | Н/Д                     | 6 червня 1944 року затоплений вогнем берегової артилерії німців біля французького Карантана                              |
| 28    | «Гобсон»      | DD-464 | Charleston Navy Yard                                         | 14 листопада 1940 | 8 вересня 1941    | 22 січня 1942     | Н/Д                     | 26 квітня 1952 року затонув у наслідок зіткнення з авіаносцем «Восп» у Північній Атлантиці                               |
| 29    | «Аарон Ворд»  | DD-483 | Federal Shipbuilding and Drydock Company, Карні (Нью-Джерсі) | 11 лютого 1941    | 22 листопада 1941 | 4 березня 1942    | Н/Д                     | 7 квітня 1943 року потоплений японськими літаками біля Гуадалканалу                                                      |
| 30    | «Б'юкенен»    | DD-484 | Federal Shipbuilding and Drydock Company, Карні (Нью-Джерсі) | 11 лютого 1941    | 22 листопада 1941 | 21 березня 1942   | 21 травня 1946          | 28 квітня 1949 року переданий Туреччині як Gelibolu                                                                      |
| 31    | «Дункан»      | DD-485 | Federal Shipbuilding and Drydock Company, Карні (Нью-Джерсі) | 31 липня 1941     | 20 лютого 1942    | 16 квітня 1942    | Н/Д                     | 12 жовтня 1942 року загинув у бою біля мису Есперанс поблизу острову Саво                                                |
| 32    | «Лансдаун»    | DD-486 | Federal Shipbuilding and Drydock Company, Карні (Нью-Джерсі) | 31 липня 1941     | 20 лютого 1942    | 29 квітня 1942    | 2 травня 1946           | 10 червня 1949 року переданий Туреччині як Gaziantep                                                                     |
| 33    | «Ларднер»     | DD-487 | Federal Shipbuilding and Drydock Company, Карні (Нью-Джерсі) | 15 вересня 1941   | 20 березня 1942   | 13 травня 1942    | 16 травня 1946          | 10 червня 1949 року переданий Туреччині як Gemlik                                                                        |
| 34    | «Маккала»     | DD-488 | Federal Shipbuilding and Drydock Company, Карні (Нью-Джерсі) | 15 вересня 1941   | 20 березня 1942   | 27 травня 1942    | 17 травня 1946          | 29 квітня 1949 року переданий Туреччині як Giresun                                                                       |
| 35    | «Мервін»      | DD-489 | Federal Shipbuilding and Drydock Company, Карні (Нью-Джерсі) | 3 листопада 1941  | 3 травня 1942     | 17 червня 1942    | 27 травня 1949          | 27 жовтня 1969 року проданий на брухт                                                                                    |
| 36    | «Квік»        | DD-490 | Federal Shipbuilding and Drydock Company, Карні (Нью-Джерсі) | 3 листопада 1941  | 3 травня 1942     | 3 липня 1942      | 28 травня 1949          | 27 серпня 1973 року проданий на брухт                                                                                    |
| 37    | «Кармік»      | DD-493 | Seattle-Tacoma Shipbuilding Corporation                      | 29 травня 1941    | 8 березня 1942    | 28 грудня 1942    | 15 лютого 1954          | 7 серпня 1972 року проданий на брухт                                                                                     |
| 38    | «Дойл»        | DD-494 | Seattle-Tacoma Shipbuilding Corporation                      | 26 травня 1941    | 17 березня 1942   | 27 січня 1943     | 19 травня 1955          | 6 жовтня 1972 року проданий на брухт                                                                                     |
| 39    | «Ендікотт»    | DD-495 | Seattle-Tacoma Shipbuilding Corporation                      | 1 травня 1941     | 5 квітня 1942     | 25 лютого 1943    | 17 серпня 1955          | 6 жовтня 1970 року проданий на брухт                                                                                     |
| 40    | «Маккук»      | DD-496 | Seattle-Tacoma Shipbuilding Corporation                      | 1 травня 1941     | 30 квітня 1942    | 15 березня 1943   | 27 травня 1949          | 27 серпня 1973 року проданий на брухт                                                                                    |
| 41    | «Френкфорд»   | DD-497 | Seattle-Tacoma Shipbuilding Corporation                      | 5 червня 1941     | 17 травня 1942    | 31 березня 1943   | 6 березня 1946          | 4 грудня 1973 року затоплений як корабель-ціль біля Пуерто-Рико                                                          |
| 42    | «Девісон»     | DD-618 | Federal Shipbuilding and Drydock Company, Карні (Нью-Джерсі) | 26 лютого 1942    | 19 липня 1942     | 11 вересня 1942   | 24 червня 1949          | 27 серпня 1973 року проданий на брухт                                                                                    |
| 43    | «Едвардс»     | DD-619 | Federal Shipbuilding and Drydock Company, Карні (Нью-Джерсі) | 26 лютого 1942    | 19 липня 1942     | 18 вересня 1942   | 11 квітня 1946          | 25 травня 1973 року проданий на брухт                                                                                    |
| 44    | «Гленнон»     | DD-620 | Federal Shipbuilding and Drydock Company, Карні (Нью-Джерсі) | 25 березня 1942   | 26 серпня 1942    | 8 жовтня 1942     | Н/Д                     | 10 червня 1944 року підірвався на міні та затонув неподалік від французького Кіневіля                                    |
| 45    | «Джефферс»    | DD-621 | Federal Shipbuilding and Drydock Company, Карні (Нью-Джерсі) | 25 березня 1942   | 26 серпня 1942    | 5 листопада 1942  | 23 травня 1955          | 25 травня 1973 року проданий на брухт                                                                                    |
| 46    | «Меддокс»     | DD-622 | Federal Shipbuilding and Drydock Company, Карні (Нью-Джерсі) | 7 травня 1942     | 15 вересня 1942   | 31 жовтня 1942    | Н/Д                     | 10 липня 1943 року затоплений німецькими Ju 88 KG 54 біля берегів Сицилії                                                |
| 47    | «Нельсон»     | DD-623 | Federal Shipbuilding and Drydock Company, Карні (Нью-Джерсі) | 7 травня 1942     | 15 вересня 1942   | 26 листопада 1942 | Січень 1947             | 18 липня 1969 року проданий на брухт                                                                                     |
| 48    | «Болдвін»     | DD-624 | Seattle-Tacoma Shipbuilding Corporation                      | 19 липня 1941     | 14 червня 1942    | 30 квітня 1943    | 20 червня 1946          | 15 квітня 1961 року сів на мілину біля Монтока; 5 червня 1961 року затонув                                               |
| 49    | «Гардінг»     | DD-625 | Seattle-Tacoma Shipbuilding Corporation                      | 22 липня 1941     | 28 червня 1942    | 25 травня 1943    | 2 листопада 1945        | 16 квітня 1947 року проданий на брухт                                                                                    |
| 50    | «Саттерлі»    | DD-626 | Seattle-Tacoma Shipbuilding Corporation                      | 10 вересня 1941   | 17 липня 1942     | 1 липня 1943      | 16 березня 1946         | 8 травня 1972 року проданий на брухт                                                                                     |
| 51    | «Томпсон»     | DD-627 | Seattle-Tacoma Shipbuilding Corporation                      | 22 вересня 1941   | 15 липня 1942     | 10 липня 1943     | 18 травня 1954          | 7 серпня 1972 року проданий на брухт                                                                                     |
| 52    | «Веллс»       | DD-628 | Seattle-Tacoma Shipbuilding Corporation                      | 27 вересня 1941   | 7 вересня 1942    | 16 серпня 1943    | 4 лютого 1946           | 18 липня 1969 року проданий на брухт                                                                                     |
| 53    | «Коуї»        | DD-632 | Boston Navy Yard                                             | 18 березня 1941   | 27 вересня 1941   | 1 червня 1942     | 27 квітня 1947          | 22 лютого 1972 року проданий на брухт                                                                                    |
| 54    | «Найт»        | DD-633 | Boston Navy Yard                                             | 18 березня 1941   | 27 вересня 1941   | 23 червня 1942    | 19 березня 1947         | 27 жовтня 1967 року затоплений як корабель-ціль поблизу південної Каліфорнії                                             |
| 55    | «Доран»       | DD-634 | Boston Navy Yard                                             | 14 червня 1941    | 10 грудня 1941    | 4 серпня 1942     | 29 січня 1947           | 27 серпня 1973 року проданий на брухт                                                                                    |
| 56    | «Ерлі»        | DD-635 | Boston Navy Yard                                             | 14 червня 1941    | 10 грудня 1941    | 1 вересня 1942    | 17 травня 1947          | У жовтні 1970 року проданий на брухт                                                                                     |
| 57    | «Батлер»      | DD-636 | Philadelphia Naval Shipyard                                  | 16 вересня 1941   | 12 лютого 1942    | 15 серпня 1942    | 8 листопада 1945        | 10 січня 1948 року проданий на брухт                                                                                     |
| 58    | «Джерарді»    | DD-637 | Philadelphia Naval Shipyard                                  | 16 вересня 1941   | 12 лютого 1942    | 15 вересня 1942   | 17 грудня 1955          | 3 червня 1973 року затоплений як корабель-ціль біля Пуерто-Рико                                                          |
| 59    | «Герндон»     | DD-638 | Norfolk Naval Shipyard                                       | 26 серпня 1941    | 2 лютого 1942     | 20 грудня 1942    | 28 січня 1946           | 24 травня 1973 року затоплений як корабель-ціль                                                                          |
| 60    | «Шубрік»      | DD-639 | Norfolk Naval Shipyard                                       | 17 лютого 1942    | 18 квітня 1942    | 7 лютого 1943     | 16 листопада 1945       | 28 вересня 1947 року проданий на брухт                                                                                   |
| 61    | «Бітті»       | DD-640 | Charleston Navy Yard                                         | 1 травня 1941     | 20 грудня 1941    | 7 травня 1942     | Н/Д                     | 6 листопада 1943 року затоплений німецькими літаками біля берегів Алжиру                                                 |
| 62    | «Тіллман»     | DD-641 | Charleston Navy Yard                                         | 1 травня 1941     | 20 грудня 1941    | 4 червня 1942     | 6 лютого 1947           | 8 травня 1972 року проданий на брухт                                                                                     |
| 63    | «Стівенсон»   | DD-645 | Federal Shipbuilding and Drydock Company, Карні (Нью-Джерсі) | 23 липня 1942     | 11 листопада 1942 | 15 грудня 1942    | 27 квітня 1946          | 2 червня 1970 року проданий на брухт                                                                                     |
| 64    | «Стоктон»     | DD-646 | Federal Shipbuilding and Drydock Company, Карні (Нью-Джерсі) | 24 липня 1942     | 11 листопада 1942 | 11 січня 1943     | 16 травня 1946          | 25 травня 1973 року проданий на брухт                                                                                    |
| 65    | «Торн»        | DD-647 | Federal Shipbuilding and Drydock Company, Карні (Нью-Джерсі) | 15 листопада 1942 | 28 лютого 1943    | 1 квітня 1943     | 6 травня 1946           | 22 серпня 1974 року затоплений як корабель-ціль біля Флориди                                                             |
| 66    | «Тернер»      | DD-648 | Federal Shipbuilding and Drydock Company, Карні (Нью-Джерсі) | 16 листопада 1942 | 28 лютого 1943    | 15 квітня 1943    | Н/Д                     | 3 січня 1944 року загинув унаслідок вибуху на борту біля Нью-Йорка                                                       |